# Arlene Blencowe
Arlene Blencowe (Nueva Gales del Sur, 11 de abril de 1983) es una boxeadora y artista marcial mixta que compite en la división de peso pluma femenino de Bellator MMA, donde ha sido la primera luchadora australiana en la historia de la promoción.

## Carrera como boxeadora
Blencowe comenzó su carrera boxística en 2012 en su natal Australia. Es campeona del mundo de la Federación Mundial de Boxeo y de la Asociación Internacional de Boxeo Femenino, con un récord personal de 4 victorias y otras 4 derrotas.

## Carrera como artista marcial mixta

### Comienzos
Blencowe comenzó su carrera profesional en MMA un año después de empezar a boxear, en abril de 2013. Luchando exclusivamente en su Australia, acumuló un récord de 5 victorias y 4 derrotas durante el primer año y medio de su carrera.

### Bellator MMA
El 27 de octubre de 2014 se anunció que Blencowe había firmado un contrato profesional con Bellator MMA. Debutó en la promoción en un combate contra la estadounidense Adrienna Jenkins el 15 de mayo de 2015 en Bellator 137. Ganó el combate por TKO en el primer asalto.
En su segunda pelea para la promoción, Blencowe se enfrentó a la neerlandesa Marloes Coenen el 28 de agosto de 2015 en Bellator 141. Perdió la pelea por sumisión armbar en el segundo asalto.
En su tercera pelea para la promoción, Blencowe se enfrentó a Gabby Holloway el 20 de noviembre de 2015 en Bellator 146. Ganó el combate por decisión dividida. En su cuarta pelea, Blencowe combatió contra Julia Budd el 21 de octubre de 2016 en Bellator 162. Perdió el combate por decisión mayoritaria.
Después de conseguir dos victorias fuera de Bellator, Blencowe regresó para enfrentarse a Sinead Kavanagh el 25 de agosto de 2017 en Bellator 182. Ganó el combate por decisión dividida.
Blencowe luchó por el Campeonato Femenino del Peso Pluma de Bellator contra Julia Budd en una revancha el 1 de diciembre de 2017 en Bellator 189. Perdió la pelea por decisión dividida.
Blencowe se enfrentó a Amber Leibrock el 29 de septiembre de 2018 en Bellator en Bellator 206. Ganó la pelea por nocaut técnico en el tercer asalto.
Acumulando tres victorias consecutivas, Blencowe desafió después a Cris Cyborg por el Campeonato Mundial Femenino del Peso Pluma de Bellator en Bellator 249 el 15 de octubre de 2020. Perdió el combate por sumisión en el segundo asalto.
En diciembre de 2020, Blencowe firmó un nuevo contrato de varios combates con Bellator.
Blencowe se enfrentó a la brasileña Dayana Silva el 16 de julio de 2021 en Bellator 262. Ganó el combate por TKO en el tercer asalto.
Blencowe se enfrentó a Pam Sorenson el 12 de noviembre de 2021 en Bellator 271. Ganó el combate por decisión unánime.
Blencowe volvió a enfrentarse a Cris Cyborg por el Campeonato Mundial Femenino del Peso Pluma de Bellator el 23 de abril de 2022 en Bellator 279. Perdió el combate por decisión unánime.
Blencowe volvió a enfrentarse a Cris Cyborg por el Campeonato Mundial Femenino del Peso Pluma de Bellator el 23 de abril de 2022 en Bellator 279. Perdió el combate por decisión unánime.
El 21 de abril de 2023 se enfrentó a Sara McMann en Bellator 294. Perdió el combate por decisión unánime.

## Récord en artes marciales mixtas
| Resultado | Récord | Oponente           | Método                      | Evento                           | Fecha                    | Ronda | Tiempo | Localización |
| --------- | ------ | ------------------ | --------------------------- | -------------------------------- | ------------------------ | ----- | ------ | ------------ |
| Victoria  | 16–10  | Sinead Kavanagh    | Sumisión (guillotine choke) | Bellator Champions Series Dublin | 22 de junio de 2024      | 2     | 3:02   | Dublín       |
| Derrota   | 15–10  | Sara McMann        | Decisión (unánime)          | Bellator 294                     | 21 de abril de 2023      | 5     | 5:00   | Honolulu     |
| Derrota   | 15–9   | Cristiane Justino  | Decisión (unánime)          | Bellator 279                     | 23 de abril de 2022      | 5     | 5:00   | Honolulu     |
| Victoria  | 15–8   | Pam Sorenson       | Decisión (unánime)          | Bellator 271                     | 12 de noviembre de 2021  | 3     | 5:00   | Hollywood    |
| Victoria  | 14–8   | Dayana Silva       | TKO (puñetazos)             | Bellator 262                     | 16 de julio de 2021      | 3     | 1:00   | Uncasville   |
| Derrota   | 13–8   | Cristiane Justino  | Sumisión (rear-naked choke) | Bellator 249                     | 15 de octubre de 2020    | 2     | 2:36   | Uncasville   |
| Victoria  | 13–7   | Leslie Smith       | Decisión (unánime)          | Bellator 233                     | 8 de noviembre de 2019   | 3     | 5:00   | Thackerville |
| Victoria  | 12–7   | Amanda Bell        | KO (puñetazos)              | Bellator 224                     | 12 de julio de 2019      | 1     | 0:22   | Thackerville |
| Victoria  | 11–7   | Amber Leibrock     | TKO (golpes y puñetazos)    | Bellator 206                     | 29 de septiembre de 2018 | 3     | 1:23   | San José     |
| Derrota   | 10–7   | Julia Budd         | Decisión (split)            | Bellator 189                     | 1 de diciembre de 2017   | 5     | 5:00   | Thackerville |
| Victoria  | 10–6   | Sinead Kavanagh    | Decisión (split)            | Bellator 182                     | 25 de agosto de 2017     | 3     | 5:00   | Verona       |
| Victoria  | 9–6    | Rhiannon Thompson  | TKO                         | Australian FC 18: Night 2        | 15 de abril de 2017      | 1     | 1:00   | Gold Coast   |
| Victoria  | 8–6    | Janay Harding      | TKO (puñetazos)             | Legend MMA 1                     | 28 de enero de 2017      | 1     | 1:08   | Gold Coast   |
| Derrota   | 7–6    | Julia Budd         | Decisión (mayoría)          | Bellator 162                     | 26 de octubre de 2016    | 3     | 5:00   | Memphis      |
| Victoria  | 7–5    | Gabby Holloway     | Decisión (split)            | Bellator 146                     | 20 de noviembre de 2015  | 3     | 5:00   | Thackerville |
| Derrota   | 6–5    | Marloes Coenen     | Sumisión (armbar)           | Bellator 141                     | 28 de agosto de 2015     | 2     | 3:23   | Temecula     |
| Victoria  | 6–4    | Adrienna Jenkins   | TKO (puñetazos)             | Bellator 137                     | 15 de mayo de 2015       | 1     | 4:08   | Temecula     |
| Victoria  | 5–4    | Faith Van Duin     | KO (rodilla al cuerpo)      | Storm MMA - Storm Damage 5       | 30 de agosto de 2014     | 3     | 3:00   | Queensland   |
| Victoria  | 4–4    | Kenani Mangakahia  | Sumisión (triangle choke)   | FightWorld Cup 17                | 12 de abril de 2014      | 1     | 4:21   | Adelaida     |
| Victoria  | 3–4    | Mae-Lin Leow       | TKO (puñetazos)             | MMA Down Under 4                 | 21 de septiembre de 2013 | 1     | 4:21   | Adelaida     |
| Derrota   | 2–4    | Faith Van Duin     | Decisión (split)            | Storm MMA - Storm Damage 3       | 31 de agosto de 2013     | 3     | 3:00   | Canberra     |
| Victoria  | 2–3    | Maryanne Mullahy   | Decisión (unánime)          | Storm MMA - Storm Damage 3       | 31 de agosto de 2013     | 3     | 5:00   | Canberra     |
| Derrota   | 1–3    | Kate Da Silva      | Sumisión (rear-naked choke) | Storm MMA - Storm Damage 3       | 31 de agosto de 2013     | 2     | 3:00   | Canberra     |
| Derrota   | 1–2    | Jessica-Rose Clark | Sumisión (rear-naked choke) | Nitro MMA - Nitro 9              | 18 de diciembre de 2013  | 2     | 3:38   | Queensland   |
| Victoria  | 1–1    | Kerry Barrett      | Decisión (split)            | Brace For War 20                 | 25 de mayo de 2013       | 5     | 5:00   | Queensland   |
| Derrota   | 0–1    | Kyra Purcell       | Sumisión (armbar)           | FightWorld Cup 14                | 13 de abril de 2013      | 2     | 1:27   | Queensland   |